# Karl Nawratil (Komponist)
Karl Nawratil (auch Karl Nawrátil, * 7. Oktober 1836 in Wien; † 6. April 1914 ebenda) war ein österreichischer Justiz- und Advokaturbeamter (Dr. jur.; zuletzt Sekretär der Generaldirektion der österreichischen Staatsbahnen) und Komponist. Karl Nawratil darf nicht mit dem homonymen tschechischen Komponisten Karel Navrátil (1867–1936) verwechselt werden.

## Leben und Werk
Karl Nawratil war von Jugend an Musikliebhaber. Johannes Brahms vermittelte ihm Kontrapunktunterricht bei Gustav Nottebohm. Zu Nawratils Schülern gehörten Anette Essipowa,  Anton Rückauf, Eduard Schütt und Anton Webern.
Nawratil schrieb Kammermusik wie das Streichquartett D moll op. 21 sowie Trios und Klavierquintette, weiterhin Orchester- und Klavierstücke wie den 30. Psalm für Soli, Chor und Orchester, eine Messe, Motetten und Lieder.